# Antje Schaap
Antje Schaap (Wirdum, 29 april 1920 – Menaldum, 26 januari 2004) was een Nederlandse schaatsster van Friese komaf.
De boerendochter was de snelste vrouw in de Elfstedentocht van 1942. Schaap reed de wedstrijd met haar twee broers.